# Ladies Should Listen
Ladies Should Listen (bra: Mulher em Tudo) é um filme estadunidense de 1934, do gênero comédia romântica, dirigido por Frank Tuttle, estrelado por Cary Grant e Frances Drake, e coestrelado por Edward Everett Horton, George Barbier, Nydia Westman e Charles Ray. O roteiro de Claude Binyon, Frank Butler e Guy Bolton foi baseado na peça teatral homônima de 1933, do próprio Bolton, por sua vez adaptada da peça teatral "Le demoiselle de Passy" (1927), de Alfred Savoir.
A trama retrata a história de um homem que se vê envolvido em uma teia de confusões após retornar da América do Sul com um contrato valioso.

## Sinopse
Julian de Lussac (Cary Grant), um membro proeminente da alta sociedade parisiense, retorna da América do Sul com um contrato valioso de concessão de nitrato no Chile. Com a sua volta, ele começa a ser cortejado por três mulheres: Marguerite Cintos (Rosita Moreno), esposa do ladrão Ramon Cintos (Rafael Corio), que o seguiu até Paris com a intenção de roubar seu contrato; Susi Flamberg (Nydia Westman), filha do milionário Joseph Flamberg (George Barbier); e Anna Mirelle (Frances Drake), telefonista do prédio em que ele mora.
Sob a manipulação de Ramon e sua esposa, Julian é seduzido e se apaixona perdidamente por ela. No entanto, quando Marguerite decide se despedir dele, Julian, em desespero, ameaça suicidar-se. Determinada a salvar o rapaz e expor os vigaristas, Anna Mirelle, que estava ouvindo todas as conversas de Julian e Marguerite pelo telefone, elabora um plano astuto para intervir antes que seja tarde demais – e talvez até encontre o amor no caminho.

## Elenco
- Cary Grant como Julian De Lussac
- Frances Drake como Anna Mirelle
- Edward Everett Horton como Paul Vernet
- George Barbier como Joseph Flamberg
- Nydia Westman como Susi Flamberg
- Charles Ray como Henri, o porteiro
- Rosita Moreno como Marguerite Cintos
- Rafael Corio como Ramon Cintos
- Joe North como Mordomo
- Charles Arnt como Albert, o criado
- Ann Sheridan como Adele (creditada como Clara Lou Sheridan)
- Henrietta Burnside como Telefonista

## Recepção
O filme obteve uma recepção negativa. Wolfe Kaufman, em sua crítica para a revista Variety, escreveu que Cary Grant havia sido "brutalmente mal escalado", embora Rob Wagner, para a revista Script, tenha anunciado que estava "particularmente satisfeito" com ele, comparando-o a Clark Gable em "It Happened One Night", lançado também naquele ano, com sua capacidade de "surpreender a todos com seu encanto delicioso para a comédia leve".
Frank S. Nugent, em sua crítica para o jornal The New York Times, escreveu: "Além do tema, a oferta da Paramount tem pouco a recomendar. Há alguns momentos breves em que o espectador entretém alguma esperança de que o filme esteja entrando no ritmo da farsa, mas a promessa não é cumprida; o filme desanda dolorosamente. Ele recorre a uma série de situações monótonas e mais do que levemente reminiscentes, e o diálogo brilha, mas raramente".